# سایتون
سایتون (به انگلیسی: cython) یک زبان برنامه‌نویسی برای توسعه ماژول برای پایتون می‌باشد

## نحوه کار

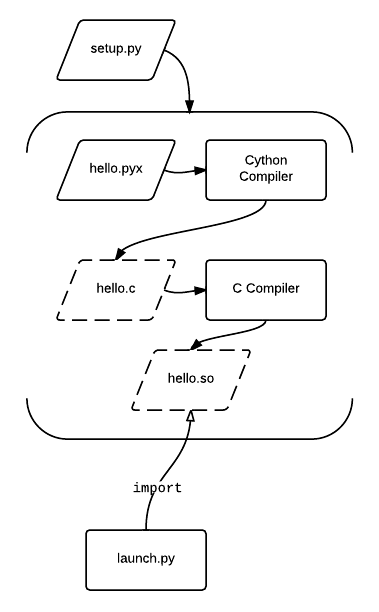
نمودار کار سایتون

شیوه کار این زبان برنامه‌نویسی بدین صورت است که:
- ابتدا برنامه‌نویس ماژول خود را با قوانین نوشتاری سایتون و با پسوند .pyx مینویسد
- سپس یک فایل برای نصب آن با پایتون میسازد که سایتون را فراخوانی کرده باشد
- سایتون ماژول را به C ترجمه می‌کند
- متن توسط کامپایلر تبدیل به ماژول قابل استفاده می‌شود

## مثال
این یک مثال ساده برای ساخت یک ماژول با سایتون است که بتواند عبارت "hello world" را چاپ کند
- این متن اصلی ماژول است که قرار است توسط سایتون به C ترجمه شود.

```
# hello.pyx 

def
 
say_hello
():

    
print
 
"Hello World!"

```

- این فایل نصبی‌ست که سایتون را فراخوانی می‌کند

```
# setup.py 

from
 
distutils.core
 
import
 
setup

from
 
Cython.Build
 
import
 
cythonize

setup
(
name
 
=
 
'Hello world app'
,

      
ext_modules
 
=
 
cythonize
(
"*.pyx"
))

```

- این فایلی‌ست که ماژول را در پایتون فراخوانی می‌کند.

```
# launch.py  

# This code is always interpreted, like normal Python.

# It is not compiled to C.

import
 
hello

hello
.
say_hello
()

```

- سپس این دو دستور در خط فرمان (sh/bash) ماژول را ساخته و فراخوانی می‌کنند

```
$
 
python
 
setup.py
 
build_ext
 
--inplace
$
 
python
 
launch.py

```